# Wspólnota Ludzi Pokoju
Wspólnota Ludzi Pokoju (ang. Community of the Peace People, obecnie używana jest forma The Peace People) – ruch pacyfistyczny, założony w sierpniu 1976 roku przez Mairead Corrigan, Betty Williams oraz Ciarana McKeowna jako wyraz sprzeciwu wobec przemocy stosowanej przez obie strony konfliktu w Irlandii Północnej. Ruch ten narodził się spontanicznie po wydarzeniach z 10 sierpnia 1976 roku, kiedy to w wypadku, do którego doszło w Belfaście podczas próby ujęcia członka Irlandzkiej Armii Republikańskiej, zginęło troje dzieci. Celem ruchu jest budowanie sprawiedliwego i pokojowego społeczeństwa. Obecnie ruch organizuje kampanie na rzecz pokoju na Bliskim Wschodzie, w Syrii i w Afganistanie. Na czele ruchu stoi obecnie Gerry Grehan. Za zorganizowanie ruchu Berry Williams i Mairead Corrigan zostały wyróżnione Pokojową Nagrodą Nobla za 1976 rok. Obie odebrały wyróżnienie rok później.